# 北埔郷

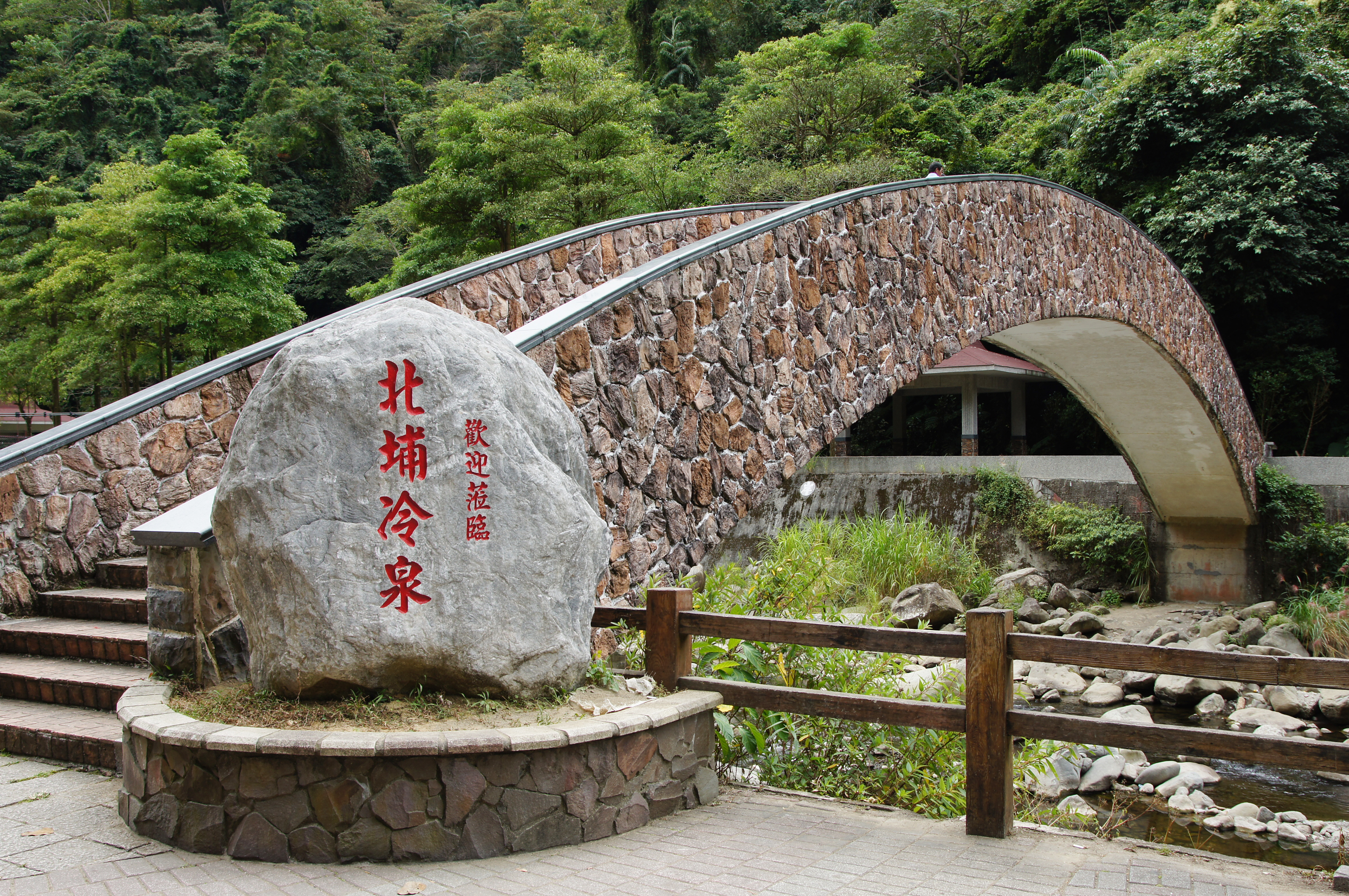
北埔冷泉

北埔郷（ベイプー/ほくほ-きょう）は、台湾新竹県の郷。

## 経済

### 鉱業
1946年から1971年にかけて、五指山、大小南坑、番婆坑などから多くの石炭が産出され、この地の主要産業となっていた。しかし大規模採掘により資源が枯渇、1981年以降は石炭に依存した体質からの転換が政府により図られ、現在南坑地区では珪砂が産出されている。ここで産出された珪砂は以前は新竹玻璃（廃業）及びzh:台灣玻璃工業の主要原料として利用されている。その他、大湖、南坑一体からは少量ではあるが天然ガス及び石油が発見され、中国石油公司により開発が進められている。

### 農業
北埔郷の主要な産業は農業であり、伝統的に農業従事者は郷人口の多数を占めてきた。1969年の統計に依れば農業人口は68.2%を占めていた。しかし茶栽培に適してはいるが山地が多く、水田となるべき平地が少ないことから農業の発展には限界があり、都市部への人口流出が進行した。1989年になると農業人口比率は22%まで低下しながら、既存の作物から柑橘類や檳榔のような商品作物への転換を図るようになった。近年では農民の収入工場を目指し柿の栽培が奨励され「北埔柿餅」及び「膨風茶」という名称で台湾での特産品を生み出している。

## 行政区
| 村                                                                     |
| ---------------------------------------------------------------------- |
| 大林村、北埔村、水磜村、南埔村、南坑村、南興村、外坪村、大湖村、埔尾村 |

## 歴代郷長
| 代 | 氏名 | 任期 |
| -- | ---- | ---- |

## 教育
| 区分 | 数 | 名称 |
| ---- | -- | ---- |
| 大学 | 0  | -    |
| 高中 | 0  | -    |
| 高職 | 0  | -    |
| 国中 | -  | -    |
| 国小 | -  | -    |

## 交通
| 種別 | 路線名称 | その他 |
| ---- | -------- | ------ |
| 省道 | 台3線    |        |

## 観光

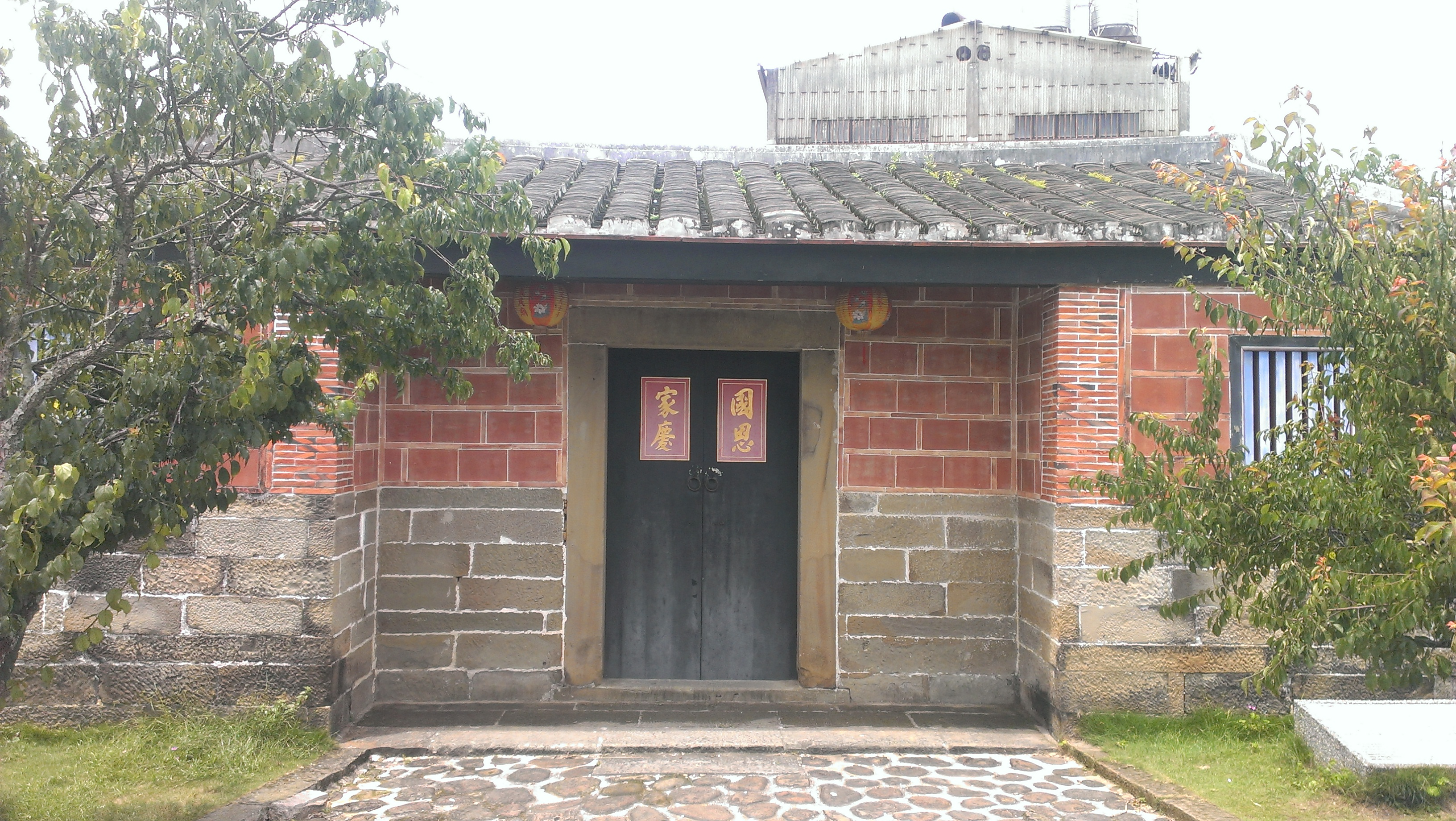
金広福公館

- 北埔老街（中国語版）
- 金広福公館（中国語版）
- 北埔慈天宮（中国語版）
- 北埔姜氏家廟（中国語版）
- 五指山（中国語版）
- 北埔冷泉（中国語版）
- 二寮神木（中国語版）